# Kastanienburg
Kastanienburg ist ein Ortsteil der Stadt Straelen im Kreis Kleve im Nordwesten des Bundeslandes Nordrhein-Westfalen. Es grenzt westlich von Straelen direkt an die Niederlande. Südlich von Kastanienburg verläuft die B58. Östlich verläuft die Maasstraße, auf der man weitere Ortsteile Straelens, wie Westerbroek, Bormig, und Auwel-Holt erreicht.

## Geschichte
Das Gebiet Kastanienburgs wird auch als Straelener Veen bezeichnet. Ein ursprünglich sumpfiges Gelände zwischen Straelen und der niederländischen Maas. Bis in die 1930er-Jahre war das Gebiet nur spärlich besiedelt, denn das stark vernässte Land konnte kaum ackerbaulich, sondern bestenfalls zur Weidehaltung von Schafen genutzt werden. Nur die Gewinnung von Holz und Torf erbrachte einen wirtschaftlichen Gewinn und ergab zusätzliche Weideflächen.
Bereits im 19. Jahrhundert versuchte man, die nassen Flächen zu entwässern. Dazu nutzte man zum damaligen Zeitpunkt die unvollendeten Gräben der Fossa Eugeniana und des Leygrabens. Vorsorglich baute man auch Stauwehre ein, die bei Trockenheit eine Bewässerung der Felder ermöglichen sollten. Die Erfolge hielten sich aber in Grenzen, denn schon während des Ersten Weltkriegs wurde die regelmäßige Wartung der Entwässerungsanlagen stark vernachlässigt. Die Kanäle konnten das Stauwasser nicht mehr abführen. Daraufhin verkauften viele Eigentümer ihre Flächen. Die damals in Rheinberg ansässige Firma Underberg erwarb bis 1936 fast 700 ha des Straelener Veens.
In den 1930er-Jahren startete man einen erneuten Versuch, das sumpfige Gebiet trockenzulegen, indem man die Vorfluter tieferlegte. Man begann mit Rodungsarbeiten und legte Entwässerungskanäle und befahrbare Wege an. Zur gleichen Zeit erwarb eine Siedlungsgesellschaft innerhalb des Veens eine Fläche von mehr als 600 ha von den Gemeinden Straelen und Herongen sowie von der Familie Underberg aus Rheinberg. Dann unterteilte man das erworbene Gebiet in Parzellen von etwa 14 bis 42 ha und sah für jede Parzelle die Errichtung eines landwirtschaftlichen Hofes vor.
Von entscheidender Bedeutung für das Projekt war auch die unmittelbare Nähe zu den Niederlanden, da es für Adolf Hitler für die Planung und Errichtung des Westwalls wichtig war, eine politisch zuverlässige Bevölkerung in Grenznähe zu wissen.
So entstand im Jahr 1937 die Plansiedlung Kastanienburg. Straelen erweiterte mit dieser Maßnahme die bis dahin landwirtschaftlich genutzte Fläche erheblich. Auch heute noch gehören die Entwässerungsgräben entlang der Straßen und Felder zum typischen Erscheinungsbild der ehemals sumpfigen Landschaft.